# Reinhard Jagdt
Reinhard Ludwig Jagdt (ur. 16 maja 1930 w Braniewie, zm. 28 września 2020) – niemiecki przedsiębiorca, doktor fizyki.

## Życiorys
Przyszedł na świat w Braniewie w Prusach Wschodnich w rodzinie nauczyciela Karla i Margarete z domu Loscher. Reinhard urodził się jako czwarte dziecko w rodzinie, miał trzech braci i cztery siostry. Rodzina do 1945 mieszkała w Braniewie przy Yorckstraße 22 (współcześnie al. Wojska Polskiego).
Pod koniec II wojny światowej rodzina opuściła Braniewo w obliczu nadciągającego frontu Armii Czerwonej, osiedlając się w Turyngii. Reinhard po wojnie dokończył szkołę średnią i uzyskał maturę w Salza-Gymnasium w Bad Langensalza w 1948 roku. Po maturze nie udało mu się dostać na studia z powodu niemożności wykazania się pochodzeniem chłopskim ani też robotniczym. Przez dwa i pół roku pracował jako nauczyciel pomocniczy matematyki i fizyki. W 1950 dostał się upragnioną fizykę na Uniwersytecie w Jenie. Dyplom ukończenia studiów uzyskał w 1958 roku. W 1959 rozpoczął pracę w fabryce szkła Schott & Gen Mainz Jenaer Glas. Po 7 latach intensywnej pracy, w 1966, został prokurentem firmy, wkrótce kierownikiem oddziału. W 1969 został wybrany do zarządu firmy.
Oprócz działalności na rzecz firmy pełnił szereg innych funkcji. W latach 1977–1988 był prezydentem Izby Przemysłowo-Handlowej Rheinhessen w Moguncji. Był konsulem honorowym Brazylii w Nadrenii-Palatynacie. Został odznaczony Orderem Zasługi Republiki Federalnej Niemiec I Klasy oraz Orderem Zasługi Republiki Federalnej Niemiec na Wstędze.
Był współtwórcą patentu zwierciadła optycznego.

## Życie prywatne
Był żonaty, pozostawił syna i córkę.